# Ballymena
Ballymena is een plaats in het Noord-Ierse graafschap Antrim. De plaats telt 29.551 inwoners (2011).

## Sport
- Ballymena United, voetbalclub

## Geboren in Ballymena
- James McHenry (1753-1816), Amerikaans politicus
- Joe Craig (1898-1957), Brits motorcoureur en constructeur
- Ian Paisley (1926-2014), dominee en minister-president van Noord-Ierland
- Clodagh Rodgers (1947-2025), zangeres
- Liam Neeson (1952), acteur
- Steven Davis (1985), voetballer

## Afbeeldingen

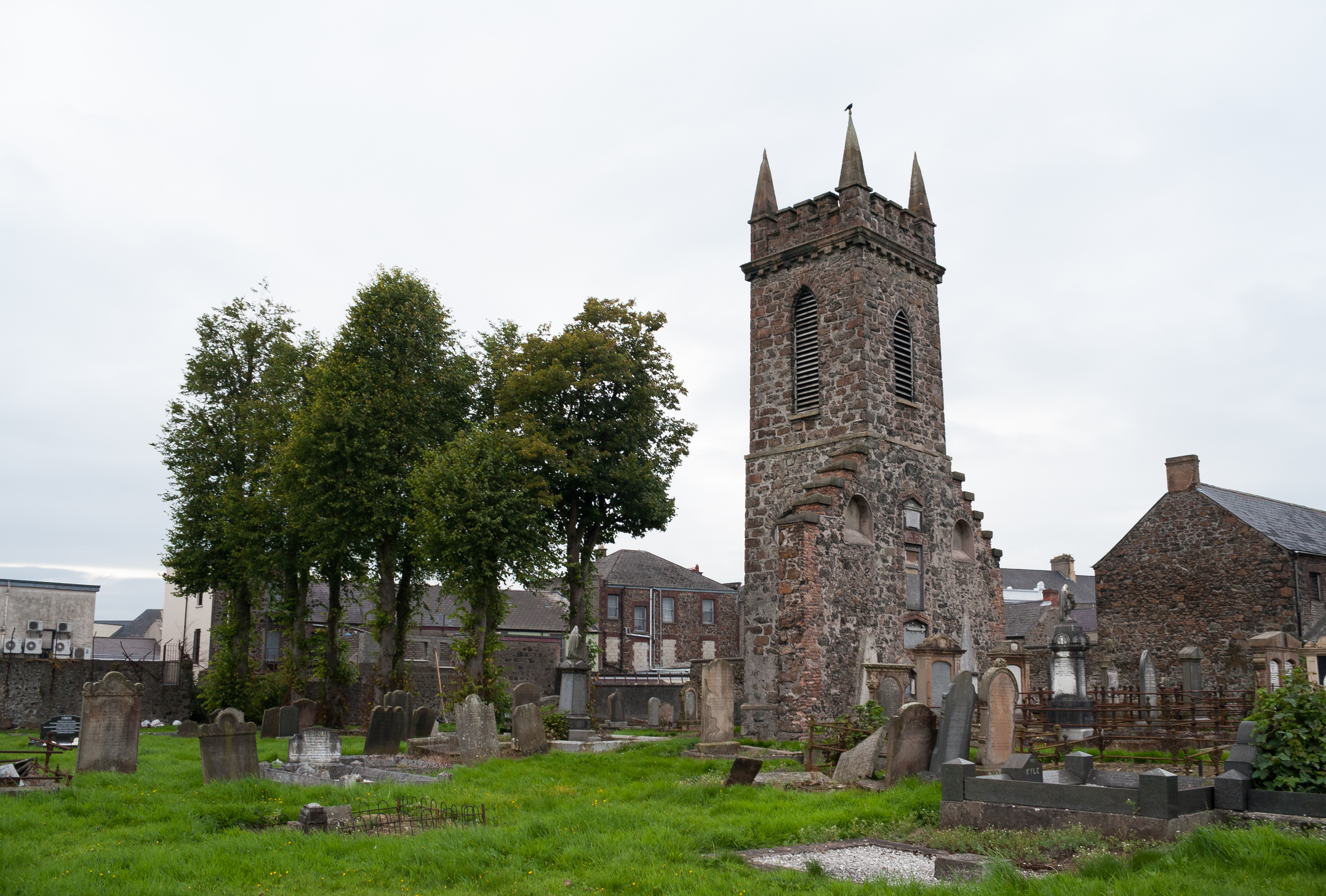
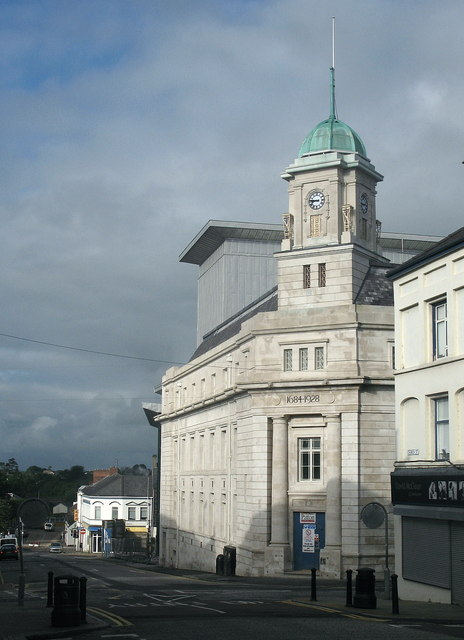
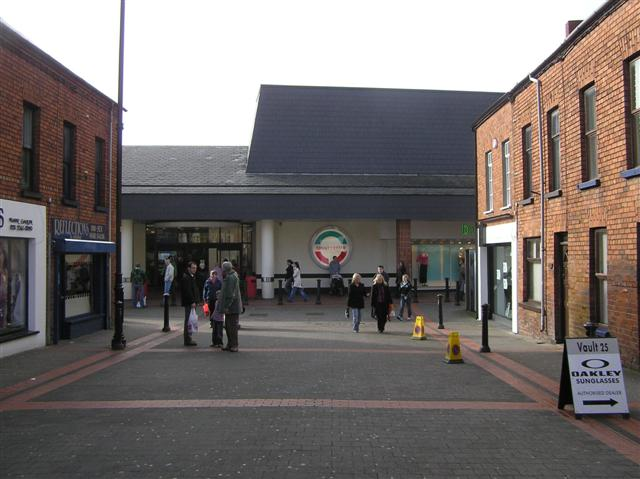

Antrim · Ballycarry · Ballycastle · Ballyclare · Ballymena · Ballymoney · Bushmills · Carrickfergus · Cushendun · Glengormley · Greenisland · Larne · Lisburn · Newtownabbey · Portrush · Randalstown